# Nsanje (distrikt)
Nsanje är ett av Malawis 28 distrikt och ligger i Southern Region. Huvudorten är Nsanje.